# Free (chanson de Natalia Kills)
Cet article concerne la chanson de Natalia Kills. Pour la chanson de Ultra Naté, voir Free.
Pour les articles homonymes, voir Free.
Singles de Natalia Kills
Champagne Showers
(2011) Kill My Boyfriend
(2012)
Singles par will.i.am
Check It Out
(2010) T.H.E. (The Hardest Ever)
(2011)
Free est une chanson de l’artiste anglaise pop Natalia Kills, issue de son premier album, Perfectionist. Elle est sortie en tant que troisième single en Allemagne et dans certains pays européens à partir du 26 juin 2011, ainsi qu'en outre-Atlantique le 28 juin 2011 et en tant que deuxième single au Royaume-Uni, le 11 septembre 2011. La piste est d’un style plutôt « lumineux » par rapport aux autres titres de l'album. Elle contient un tempo régulier qu’on aperçoit souvent dans les chansons europops et concerne le matérialisme, le consumérisme et les obsessions liées à l'univers du glamour et à la richesse. Le morceau reçoit un accueil relativement positif de la part des critiques musicales professionnelles, celles-ci faisant l'éloge de « la musicalité gaie » qui y règne tout en reprochant le fait que ce titre soit un peu « redondant sur son rythme ». Le refrain de la chanson rappelle, très étroitement, celui du morceau Wuthering Heights de Kate Bush.
Ayant reçu un succès moins éclatant vis-à-vis du premier single de l'opus, la chanson réussie tout de même à se classer dans le hit-parade autrichien, Ö3 Austria Top 40, au 4e rang et dans le palmarès allemand, à la quinzième place. Détenant un succès inattendu en Belgique, la piste se positionne dans le Ultratip Wallonia au treizième numéro.

## Développement
Pour la version single du morceau, will.i.am a fourni un couplet d'ouverture et un pont. Cette version a été officialisée pour la parution de l'album aux États-Unis ainsi qu'au Royaume-Uni. Free a été publié en tant que deuxième single de Kills sur le sol anglais le 11 septembre 2011, inclut dans un maxi iTunes comprenant les deux versions, sans, avec will.i.am, deux remixes et une nouvelle pochette au style magazine. Polydor Records, qui représente Kills au Royaume-Uni, a pris position contre le fait de publier Wonderland en tant que single dans le pays et a choisi de promouvoir l'album Perfectionist en faisant paraître Free à la place, une semaine avant la sortie de l'opus. Free est basé sur l'extrait d'un riff issu du titre Wuthering Heights de Kate Bush.

## Composition
Free a été produit par Jeff Bhasker et coécrit par Kills, Kid Cudi et No I.D.. Il s’agit d’un morceau de style dance-pop et synthpop, incorporant un rythme de musique club et urban, mélangé à des synthétiseurs « euro-friendly » et la participation de l’artiste américain will.i.am. Free a été décrit par le site Web Digital Spy comme étant un des titres « les plus amusants et jovials » extrait de l’album, tout en concluant qu’il a « certainement été ajouté à un certain nombre de listes de lecture de pop moderne ». Pour le site Web MuuMuse, la chanson détient la « phrase objectivement parfaite dans une pièce de pop » avec la ligne « I can look fresh in a potato sack ».

## Vidéoclip
Le clip du morceau a été publié sur YouTube le 6 juillet 2011. Il a été visionné plus de 8 millions de fois depuis sa parution . La vidéo commence avec une date, le 15 août 2011 (soit l'anniversaire de Natalia), suivi par le mot « REC ». Après ceci, le titre de la chanson, Free, est montré à l'écran. Natalia apparaît alors assise au-dessus d'un poste de télévision qui retransmet des images de will.i.am, tandis qu'une caméra est en train de la filmer. Les mots et phrases « You Can Buy Happiness », « Free », « Perfectionist », « Money Is Everything », « Buy Your Freedom », « You Are What You Wear » et « You Are Free » apparaissent à l'écran tout au long du clip. Une série de personnages entrent en scène : une femme en train de fumer une cigarette, un homme s'appliquant du rouge à lèvres et une personne nue en train de retirer ses vêtements en les déchirant avec un talon, entre autres. Kills est vue par la suite sur des motos et dans une « boîte » dans laquelle des dollars s'entassent. Certains montages montrent Kills avec un corps masculin, une femme avec un long cou, et avec ses cheveux en feu. Elle est également vue entouré d'une femme portant un costume, avec ses seins exposés, l'homme au rouge à lèvres et d'autres personnes. Un autre homme est aussi perçu, portant des cheveux longs, un chapeau et un voile, se dénudant. Dans la dernière scène de la vidéo, la « boîte » est entièrement remplie de dollars et juste après le dernier mot de la chanson, à savoir « I'm », soit chanté, nous ne voyons plus que la main de Kills avec le mot « free » écrit dessus.

### Version alternative
Le 6 septembre 2011, Kills a déclaré qu'un nouveau vidéoclip pour Free serait sur le point d'arriver. Ces nouvelles ont été publiées avec une photo, présumée être un fragment du nouveau clip . Le 12 septembre 2011, le clip alternatif a fait son avant-première sur Vevo et a également été mis en vente sur iTunes. Cette version ne comporte pas les passages de will.i.am . Il a également été annoncée la version 3D de cette vidéo a été jouée dans des magasins à travers le monde qui présentaient les téléviseurs Panasonic VIERA 3D . Kills a envoyé le clip en 3D lors du IFA Premiership 2011 à Berlin, dans un kiosque Panasonic le 2 septembre . Le clip s'ouvre sur Kills sortant d'une voiture. Un effet « déchiré » nous transporte d'une scène à une autre, passant de la rue à une chambre. Elle est vue plus tard entourée de gens qui lui mettent du maquillage dans la précipitation. La scène coupe alors pour une autre montrant Kills entourée de paparazzis. Il y a aussi une scène où elle se trouve dans une ruelle avec une chute des confettis. La scène finale dépeint Kills dans une autre pièce avec un homme qui lui applique du maquillage sur son visage, un autre pulvérisant ses cheveux avec de la laque, deux culturistes en arrière-plan et d'autres gens dans une position figée. Après 2 minutes et 40 secondes, la vidéo est coupée après la ligne « If the bank man calls, just tell him I'm ». Une grande partie du clip est en noir et blanc . Une version longue de cette vidéo est jouée uniquement sur les téléviseurs Panasonic 3D.

## Liste des éditions
- Numérique [9]

1. Free (featuring will.i.am) – 4:29

- Maxi numérique britannique [10]

1. Free (featuring will.i.am) – 4.29
2. Free – 3.57
3. Free featuring will.i.am (Moto Blanco Club Mix) – 7:34
4. Free (featuring will.i.am) [The Bimbo Jones Radio Edit] – 3:50

- Physique allemand

1. Free (feat. will.i.am) [Radio Edit] – 4:15
2. Free (feat. will.i.am) [The Bimbo Jones Radio Edit] – 3:52

## Crédits
- Natalia Kills – chant, composition
- Jeff Bhasker - composition, production, enregistrement (ingénieur)
- Dion « No I.D. » Wilson - composition, coproduction,
- William Adams - composition
- Scot Mescudi - composition
- Anthony Kilhoffer - enregistrement (ingénieur)
- Robert Orton - mixage
- Martin Kierszenbaum - modifications vocales

Les crédits musicaux sont issus du livret de l'album Perfectionist.

## Classements
| Classement (2011)               | Meilleure position |
| ------------------------------- | ------------------ |
| Autriche (Ö3 Austria Top 40)    | 4                  |
| Belgique (Flandre Ultratip 100) | 20                 |
| Belgique (Wallonie Ultratip 50) | 13                 |
| Allemagne (Media Control AG)    | 15                 |
| Pays-Bas (Mega Single Top 100)  | 96                 |
| Slovaquie (IFPI Rádio)          | 9                  |
| Royaume-Uni (UK Singles Chart)  | 118                |

| Classement (2011)                 | Position |
| --------------------------------- | -------- |
| Allemagne (German Singles Chart)  | 89       |
| Autriche (Austrian Singles Chart) | 63       |

## Historique de sortie
| Pays        | Date              | Format    |
| ----------- | ----------------- | --------- |
| Allemagne   | 26 juin 2011      | Numérique |
| États-Unis  | 28 juin 2014      | Numérique |
| France      | 11 septembre 2011 | Numérique |
| Royaume-Uni | 11 septembre 2011 | Numérique |
| Royaume-Uni | 11 septembre 2011 | Maxi      |